# Диппа
Ди́ппа (также Джиппа, Дьыыппа) — река в Якутии (Россия), левый приток Тюнга, принадлежит к бассейну реки Лены. Протекает по территории Вилюйского улуса Якутии. Длина — 243 км, площадь водосборного бассейна составляет 5860 км².
Вытекает из озера Беттиеме на Центральноякутской равнине на высоте более 189 метров над уровнем моря. В верховьях течёт на запад, затем поворачивает и течёт преимущественно в южном направлении. В бассейне большое число некрупных озёр. Русло участками заболочено. Активно меандрирует. Впадает в Тюнг слева, в 83 км от устья Тюнга, на высоте 107 м над уровнем моря. В нижнем течении ширина реки 15-30 м при глубине 0,9-1 м и скорости течения 0,3 м/с.

## Основные притоки
Указаны поименованные притоки длиной 30 км и более.
| Название     | Расстояние от устья | Длина | Положение |
| ------------ | ------------------- | ----- | --------- |
| Дянха        | 96                  | 113   | левый     |
| Орто-Олунгда | 147                 | 30    | левый     |
| Даллыр       | 203                 | 44    | левый     |

## Данные водного реестра
По данным государственного водного реестра России относится к Ленскому бассейновому округу, речной бассейн — Лена, речной подбассейн — Вилюй, водохозяйственный участок — Тюнг.
Код объекта в государственном водном реестре — 18030800512117400026928.